# کوربین سیتی (نیوجرسی)
کوربین سیتی (به انگلیسی: Corbin City) شهری در ایالت نیوجرسی کشور ایالات متحده آمریکا است که جمعیت آن در سرشماری سال ۲۰۱۰ میلادی، ۴۹۲ نفر بوده‌است.